# لساش
لساش (به آلمانی: Lessach) یک منطقهٔ مسکونی در اتریش است که در ناحیه تامسوگ واقع شده‌است. لساش ۷۲٫۲۳ کیلومتر مربع مساحت دارد ۱٬۲۰۸ متر بالاتر از سطح دریا واقع شده‌است.